# 1086 Nata
Az 1086 Nata (ideiglenes jelöléssel 1927 QL) a Naprendszer kisbolygóövében található aszteroida. Sergei Ivanovich Belyavsky és Nikolaj Ivanov fedezte fel 1927. augusztus 25-én.